# Walter Guggenberger
Walter Guggenberger (23 août 1947  à Landeck, Autriche) est un haut fonctionnaire autrichien et un homme politique de la gauche (SPÖ). Il a été député du conseil national d'Autriche de 1983 à 1999.

## Biographie
Après son baccalauréat (1966) il commence ses études de droit à la faculté de droit d'Innsbruck. En 1972, il obtient son diplôme et l'année suivante il fait un stage au tribunal d'Innsbruck. Ensuite, il commence à travailler pour le bureau départemental des invalides du Tyrol qu'il dirige à partir de 1986. En 1994 il reçoit le titre "Hofrat" (ce qui signifie "conseiller auprès de la cour").

## Vie politique
À partir de 1980, Walter Guggenberger fait partie du conseil municipal de Landeck, son lieu de naissance, pour devenir ensuite en 1983 et jusqu'au 20 avril 1999 député du conseil national d'Autriche. Après cette période il devient député du conseil départemental du Tyrol du 30 novembre 1999 au 20 octobre 2003 et à partir de 1995 il fait partie du conseil administratif de la SPÖ du Tyrol. En 1992, il fonde avec Andreas Maislinger et Andreas Hörtnagl le Verein Gedenkdienst, une association qui envoie dans le cadre de leur service civil des jeunes Autrichiens à l'étranger pour y faire un service commémoratif concernant les crimes nazis et la déportation. En 1999, Walter Guggenberger reçoit du président de la république autrichienne, ancien président du conseil national Heinz Fischer la décoration en or du mérite national.